# Contea di Weber
La contea di Weber, in inglese Weber County, è una contea dello Utah, negli Stati Uniti. Aveva una popolazione di 196 533 abitanti (2000). Il capoluogo è Ogden.

## Geografia fisica
La contea di Weber è posta nel nord dello Stato dello Utah, sulle rive del Gran Lago Salato. La sua superficie complessiva è di 1705 km².
La parte occidentale lungo le coste del Gran Lago Salato è pianeggiante ed è la zona in cui si concentrano i principali centri abitati. La parte orientale è invece occupata dai monti Wasatch. La contea è attraversata dai fiumi Ogden e Weber.
Ogden, il capoluogo, è sede della Weber State University.

### Contee confinanti
- Contea di Cache - nord
- Contea di Rich - nord-est
- Contea di Morgan - sud-est
- Contea di Davis - sud
- Contea di Tooele - sud-ovest
- Contea di Box Elder - nord-ovest

## Storia
La regione fu per secoli parte del territorio degli indiani Shoshone e Ute. I primi europei arrivarono nella regione all'inizio dell'Ottocento, mentre il primo insediamento stabile sulle rive del fiume Weber risale al 1843. La contea fu costituita nel 1852. La contea deve il suo nome al fiume Weber che l'attraversa o al cacciatore di pellicce John Weber.

## Comuni

### Cities
- Farr West
- Harrisville
- Hooper
- Marriott-Slaterville
- North Ogden
- Ogden (capoluogo)
- Plain City
- Pleasant View
- Riverdale
- Roy
- South Ogden
- Uintah
- Washington Terrace
- West Haven

### Town
- Huntsville

### Census-designated places
- Eden
- Liberty
- Wolf Creek